# 22 Aquilae
Désignations
22 Aquilae (en abrégé 22 Aql) est une étoile de la constellation de l'Aigle, située à ∼ 690 a.l. (∼ 212 pc) de la Terre.